# Germania Poleo
Germania Rodríguez Poleo (Miami, Estados Unidos, 1994) es una periodista venezolana. Germania ha sido corresponsal de The Independent en Miami, Estados Unidos, además de colaborar en medios tales como Caracas Chronicles, CNN y Daily Mail.

## Infancia
En 2002 acompañó a su madre, Patricia Poleo, a la Fiscalía General de Venezuela para denunciar junto con la periodista Ibéyise Pacheco amenazas de muerte por medio de «llamadas telefónicas anónimas, correo electrónico y otros medios» y un artículo difamatorio de la agencia estatal Venpres que calificó a ambas de «narcoperiodistas». Patricia Poleo y Pacheco posteriormente se refugiaron en la embajada de Estados Unidos para pedir protección. Germania vivió en Caracas hasta los 11 años, cuando tuvo que salir del país durante el gobierno de Hugo Chávez por persecución hacia su madre.

## Educación
Estudió en Miami Beach Senior High School, de donde egresó con un High School Diploma, posteriormente estudió periodismo en la Universidad de Nueva York graduándose con un Bachelor's Degree (equivalente a licenciatura). 

## Carrera
Germania ha sido corresponsal de The Independent en Miami, Estados Unidos, además de colaborar en medios tales como Caracas Chronicles, CNN y Daily Mail.